# Burgstall Oberröhrenbach
Der Burgstall Oberröhrenbach bezeichnet eine abgegangene mittelalterliche Höhenburg nördlich von Oberröhrenbach, einem Gemeindeteil des niederbayerischen Marktes Essenbach im Landkreis Landshut. Die Anlage wird als Bodendenkmal unter der Aktennummer D-2-7339-0208 als „verebneter Burgstall des Mittelalters“ geführt.

## Beschreibung
Der Burgstall Oberröhrenbach lag unmittelbar nördlich des Rohrbachs, eines rechten Zuflusses zur Glonn und ca. 380 m westlich der Ortskirche St. Ulrich und St. Martin von Unterröhrenbach. Auf dem Urkataster von Bayern ist eine kreisrunde Anlage von ca. 26 m Durchmesser im linken unteren Bereich des Burgstalls erkennbar, vielleicht ein Hinweis auf eine früher bestehende Turmhügelanlage. Heute ist der Bereich des Burgstalls von einer Wiese bedeckt. 